# 2185 Ґуандун
2185 Ґуандун (2185 Guangdong) — астероїд головного поясу, відкритий 20 листопада 1965 року.
Тіссеранів параметр щодо Юпітера — 3,325.